# Anja Brünglinghaus
Anja Brünglinghaus (* 1963 in Bochum) ist eine deutsche Schauspielerin.

## Leben
Sie studierte an der Schule für Schauspiel Hamburg und an der Schauspielakademie Zürich.
Ihr erstes Engagement trat sie 1987 im Schauspielhaus Zürich unter der Intendanz von Gerd Heinz an. 1994 wechselte sie an das Schauspielhaus Dresden, wo sie elf Jahre als festes Ensemblemitglied engagiert war.
In diese Zeit fielen große Rollen als Gräfin Terzky in Wallenstein von Friedrich Schiller (Regie: Hasko Weber), als „Blanche“ in Endstation Sehnsucht, als Gräfin Orsina in Emilia Galotti sowie in der Hauptrolle in „Die Wirtin“ von Peter Turrini in der Inszenierung von Michael Thalheimer.
2005 wechselte sie ans Staatstheater Stuttgart unter der Intendanz von Hasko Weber. Als Generalin in Tschechows Platonow (Regie: Karin Henkel) war sie zum Berliner Theatertreffen eingeladen. In verschiedensten Rollen in Stücken unter anderem von Elfriede Jelinek, Botho Strauß, Yasmina Reza (als Veronique Houillet in Der Gott des Gemetzels), Werner Schwab und Sibylle Berg (Uraufführung: Hauptsache Arbeit) zeigt sie ihr breites schauspielerisches Können, in dessen Mittelpunkt stets die Authentizität ihrer Figuren steht.
Bei den Hersfelder Festspielen war sie als Goneril in Shakespeares König Lear zu sehen und erhielt dafür den Hersfeld-Preis.
Zum Beginn der Spielzeit 2016/2017 wechselt sie unter der neuen Intendanz von Markus Trabusch ans Mainfrankentheater Würzburg.

## Auszeichnungen
- 2012: Hersfeld-Preis[1]